# Víctor Cervera Pacheco

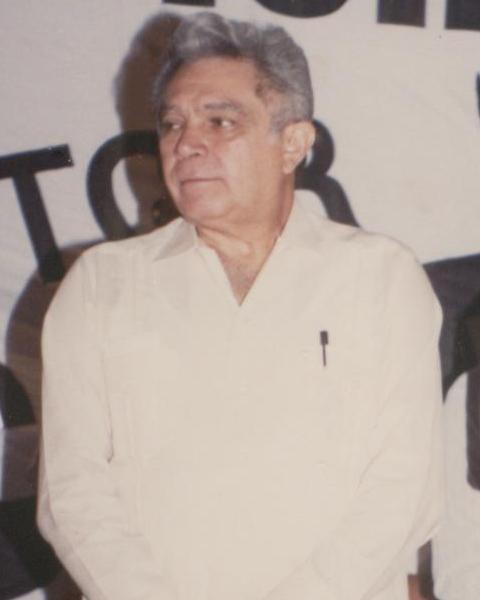
Victor Cervera

Víctor Manuel de Jesús Cervera Pacheco (Mérida, 23 april 1936 - aldaar, 18 augustus 2004) was een Mexicaans politicus en cacique.
Cervera Pacheco sloot zich al op zeer jonge leeftijd aan bij de regerende Institutioneel Revolutionaire Partij (PRI). Hij werd in 1967 wegens 'agitatie' gevangengezet door gouverneur Luis Torres Mesías maar na protesten onder de bevolking vrijgelaten. Hij werd het jongste lid van het Congres van Yucatán - men zegt zelfs dat hij zijn geboorteakte liet vervalsen om verkozen te kunnen worden - en werd in 1971 burgemeester van Mérida. 
In de jaren 70 was hij secretaris-generaal van de Nationale Boerenconfederatie (CNC), een sector van de PRI. Van 1973 tot 1975 zat hij in de Kamer van Afgevaardigden, van 1976 in de Kamer van Senatoren en in 1982 werd hij opnieuw in de Kamer van Afgevaardigden gekozen. en wordt in 1984 na het aftreden van Graciliano Alpuche Pinzón interim-gouverneur van Yucatán. 
Cervera was decennialang een van de machtigste politici in Yucatán. Hij stond bekend om zijn autoritaire optreden maar was wel geliefd bij de bevolking. Toen Cervera was afgetreden als burgemeester van Mérida en de burgemeesterspost op een wettelijk gezien twijfelachtige manier toeliet aan Wilberth Chi Góngora liet toenmalig gouverneur Carlos Loret de Mola, Cervera's politieke aartsrivaal, Chi Góngora afzetten en Cervera beboeten. Hierna volgde een soort volksopstand ten gunste van Cervera waarbij Loret de Mola's huis met molotovcocktails werd bestookt. Yucateekse politici, zowel van de PRI als van de oppositionele Nationale Actiepartij (PAN), konden hun functies niet vervullen zonder goedkeuring van Cervera. 
Cervera stond bekend onder de door Loret de Mola gegeven bijnaam bola, wat zoiets als 'kereltje' betekent in het Maya. Hij was bevriend met Carlos Sansores Pérez die in de buurtstaat Campeche een vergelijkbare functie vervulde. 
Van 1988 tot 1994 was hij minister van Landbouwhervorming onder president Carlos Salinas. In 1995 werd hij voor de tweede maal tot gouverneur gekozen. Hoewel herverkiezing volgens de Mexicaanse grondwet eigenlijk verboden is was Cervera erin geslaagd aan het eind van zijn eerste periode een wetswijziging door te voeren die een tweede termijn toestond zolang de eerste ad interim was geweest. Cervera werd in 2001 opgevolgd door PAN-kandidaat Patricio Patrón, de eerste niet PRI-gouverneur in decennia. Cervera overleed in 2004. Zijn nicht Ivonne Ortega is momenteel gouverneur van Yucatán.